# Mélusine (protéine)
La mélusine est une protéine chaperon musculaire.

## Génétique
Son gène est situé sur le chromosome X humain

## Structure
Il s'agit d'une protéine de 38 Kdalton. Elle est exprimée dans le muscle squelettique et cardiaque mais pas dans le muscle lisse.

## Rôles
Elle interagit avec l'intégrine bêta1. Elle peut se fixer sur l'Hsp90, une protéine de choc thermique ainsi que sur le Sqt1.
Elle permet l'adaptation cardiaque à une surcharge chronique de pression en favorisant l'hypertrophie des parois musculaire, par l'intermédiaire, notamment, de la stimulation du système ERK1/2. Chez l'être humain, son expression est diminuée avec celle de la fonction systolique en cas de rétrécissement aortique. dans un modèle expérimental d'infarctus du myocarde, la mélusine semble améliorer le remodelage du muscle infarci.